# Mário Caetano Filho
Mário Caetano Filho, mais conhecido como Marinho Caetano (Londrina, 27 de fevereiro de 1955), é um ex-futebolista brasileiro que atuava como zagueiro. Teve grande ápice a sua passagem pelo Flamengo no início da década de 1980.

## Carreira
Marinho iniciou sua carreira nas categorias de base do Londrina em 1973, antes trabalhava como eletricista mecânico. Estreou profissionalmente em 2 de abril de 1975, na vitória por 1–0 sobre o América de Rio Preto, substituindo Edson Madureira.
Em 1976 esteve emprestado ao Umuarama e ao Linense e retornou ao Londrina no mesmo ano.
Sempre apontado como um jogador de muito futuro, logo chamou a atenção de vários times como o São Paulo, clube no qual defendeu em 1977 por empréstimo.
No São Paulo, Marinho jogou apenas 5 partidas, mas fez parte do time Campeão Brasileiro de 1977. E em seguida retornou para a equipe do Londrina.
Nos anos de 1978 e 1979, Marinho continuou em destaque atuando pelo Londrina, sua técnica e qualidade de fazer gols eram suas principais características. Embora atuando como zagueiro, em 1978 Marinho antou 6 gols, e em 1979 foram 7 gols no Campeonato Brasileiro.
Qualidades que chamou a atenção de Cláudio Coutinho então técnico do Flamengo, e com isso sua transferência passou a ser prioridade para o time de Zico. Marinho foi vendido ao Flamengo por 5 milhões de cruzeiros e é ate hoje a maior transferência realizada no Estado do Paraná, fazendo assim encher os cofres do Londrina na época.
Já no Flamengo, aonde jogou de 1980 a 1984, Marinho fez muito sucesso. Sua estreia se deu em uma partida amistosa, contra o São Paulo, seu ex-clube, terminando em um empate sem gols.
Marinho jogou ao lado de grandes craques, como Zico, Júnior e Leandro, entre tantos outros, que se sagraram campeões da Copa Libertadores da América e da Copa Europeia/Sul-Americana de 1981.
Na terceira e decisiva partida contra o Cobreloa, na final da Libertadores de 1981, Marinho formou zaga com Mozer, quando o Flamengo venceu por 2x0 e ficou com o tão sonhado título de campeão do continente americano. Três semanas mais tarde, a mesma zaga se repetiria na vitória contra o Liverpool na Copa Intercontinental, elevando o clube rubro-negro à condição de campeão mundial. Pelo Flamengo, Marinho também participou de varias conquistas pelo Flamengo, tendo destaques os Campeonatos Brasileiros de 1980, 82 e 83.
Após sua passagem marcante no Flamengo, Marinho foi negociado com o Atlético Mineiro. Por lá atuou entre abril e agosto de 1984. No ano seguinte foi jogar no Botafogo, onde jogou até 1988. Teve ainda pequenas passagens pelo Arapongas e Umuarama. Se aposentou no Londrina, em 1989, aos 37 anos de idade. Tendo assim encerrado sua brilhante e vitoriosa carreira.
Em 1990, voltou ao Flamengo para um jogo de despedida.

## Seleção Brasileira
Marinho atuou pela Seleção Brasileira em 1983 sob o comando de Carlos Alberto Parreira, nos amistosos contra o Chile e Seleção Gaúcha.

## Estatísticas
Até 6 de fevereiro de 1990.

### Clubes
| Clube             | Temporada         | Campeonato nacional | Campeonato nacional | Campeonato nacional | Copa nacional[a] | Copa nacional[a] | Copa nacional[a] | Competições continentais[b] | Competições continentais[b] | Competições continentais[b] | Outros torneios[c] | Outros torneios[c] | Outros torneios[c] | Total | Total | Total   |
| Clube             | Temporada         | Jogos               | Gols                | Assist.             | Jogos            | Gols             | Assist.          | Jogos                       | Gols                        | Assist.                     | Jogos              | Gols               | Assist.            | Jogos | Gols  | Assist. |
| ----------------- | ----------------- | ------------------- | ------------------- | ------------------- | ---------------- | ---------------- | ---------------- | --------------------------- | --------------------------- | --------------------------- | ------------------ | ------------------ | ------------------ | ----- | ----- | ------- |
| Flamengo          | 1980              | 21                  | 0                   | 0                   | —                | —                | —                | —                           | —                           | —                           | 34                 | 0                  | 0                  | 55    | 0     | 0       |
| Flamengo          | 1981              | 18                  | 1                   | 0                   | —                | —                | —                | 5                           | 1                           | 0                           | 27                 | 0                  | 0                  | 50    | 2     | 0       |
| Flamengo          | 1982              | 23                  | 1                   | 0                   | —                | —                | —                | 4                           | 0                           | 0                           | 34                 | 1                  | 0                  | 61    | 2     | 0       |
| Flamengo          | 1983              | 24                  | 0                   | 0                   | —                | —                | —                | 5                           | 0                           | 0                           | 18                 | 2                  | 0                  | 47    | 2     | 0       |
| Flamengo          | 1984              | 5                   | 0                   | 0                   | —                | —                | —                | —                           | —                           | —                           | —                  | —                  | —                  | 5     | 0     | 0       |
| Flamengo          | Total             | 91                  | 2                   | 0                   | 0                | 0                | 0                | 14                          | 1                           | 0                           | 113                | 3                  | 0                  | 218   | 6     | 0       |
| Atlético Mineiro  | 1984              | 3                   | 0                   | 0                   | —                | —                | —                | —                           | —                           | —                           | 18                 | 0                  | 0                  | 21    | 0     | 0       |
| Atlético Mineiro  | Total             | 3                   | 0                   | 0                   | 0                | 0                | 0                | 0                           | 0                           | 0                           | 18                 | 0                  | 0                  | 21    | 0     | 0       |
| Flamengo          | 1990              | —                   | —                   | —                   | —                | —                | —                | —                           | —                           | —                           | 1                  | 0                  | 0                  | 1     | 0     | 0       |
| Flamengo          | Total             | 0                   | 0                   | 0                   | 0                | 0                | 0                | 0                           | 0                           | 0                           | 1                  | 0                  | 0                  | 1     | 0     | 0       |
| Total na carreira | Total na carreira | 94                  | 2                   | 0                   | 0                | 0                | 0                | 14                          | 1                           | 0                           | 132                | 3                  | 0                  | 240   | 6     | 0       |

- a. ^ Jogos da Copa do Brasil
- b. ^ Jogos da Copa Libertadores da América
- c. ^ Jogos da Taça Anos de Ouro do Futebol Brasileiro, Amistoso, Torneio de Inverno de Nova Friburgo, Campeonato Carioca, Troféu Teresa Herrera, Troféu Cidade de Santander, Troféu Ramón de Carranza, Copa Punta Del Este, Torneio Triangular João Havelange, Torneio Internacional de Nápoles, Copa Intercontinental, Taça Governador Ary Ribeiro Valadão, Torneio Triangular do Pará, Taça Confraternização Brasil-Paraguai, Mundialito de Clubes e Campeonato Mineiro

|          | Data                   | Local                            | Resultado | Adversário       | Gols | Assist. | Competição                           |
| -------- | ---------------------- | -------------------------------- | --------- | ---------------- | ---- | ------- | ------------------------------------ |
| Flamengo |                        |                                  |           |                  |      |         |                                      |
|          | 3 de julho de 1981     | Mineirão, Belo Horizonte, Brasil | 2–2       | Atlético Mineiro | 1    | 0       | Copa Libertadores da América de 1981 |
|          | 14 de julho de 1981    | Maracanã, Rio de Janeiro, Brasil | 5–2       | Cerro Porteño    | 0    | 0       | Copa Libertadores da América de 1981 |
|          | 24 de julho de 1981    | Maracanã, Rio de Janeiro, Brasil | 1–1       | Olimpia          | 0    | 0       | Copa Libertadores da América de 1981 |
|          | 13 de dezembro de 1981 | Estádio Nacional, Tóquio, Japão  | 3–0       | Liverpool        | 0    | 0       | Copa Europeia/Sul-Americana de 1981  |

### Seleção Brasileira
Abaixo estão listados todos jogos e gols do futebolista pela Seleção Brasileira. Abaixo da tabela, clique em expandir para ver a lista detalhada dos jogos de acordo com a categoria selecionada.
Seleção principal

| Ano   |       |      |         |       |
| Ano   | Jogos | Gols | Assist. | Média |
| ----- | ----- | ---- | ------- | ----- |
| 1983  | 2     | 0    | 0       | 0     |
| Total | 2     | 0    | 0       | 0     |

## Títulos
Londrina
- Torneio Osni Silveira: 1974
- Citadino de Londrina: 1976
- Campeonato do Interior Paranaense: 1976

São Paulo
- Campeonato Brasileiro: 1977

Flamengo
- Taça Anos de Ouro do Futebol Brasileiro: 1980
- Troféu Cidade de Santander: 1980
- Troféu Ramón de Carranza: 1980
- Taça Guanabara: 1980, 1981, 1982 e 1984
- Campeonato Brasileiro: 1980, 1982 e 1983[2]
- Copa Punta Del Este: 1981
- Torneio Internacional de Nápoles: 1981
- Taça Sylvio Corrêa Pacheco: 1981
- Copa Libertadores da América: 1981
- Campeonato Carioca: 1981
- Copa Intercontinental: 1981
- Taça Governador Ary Ribeiro Valadão: 1982
- Taça Confraternização Brasil-Paraguai: 1982
- Taça Rio: 1983

Botafogo
- Torneio de Berna: 1985
- Torneio Pentagonal da Costa Rica: 1986
- Troféu Cidade de Palma de Mallorca: 1988